# Physiatre
 (novembre 2021).
Si vous disposez d'ouvrages ou d'articles de référence ou si vous connaissez des sites web de qualité traitant du thème abordé ici, merci de compléter l'article en donnant les références utiles à sa vérifiabilité et en les liant à la section « Notes et références ».
Au Québec, un physiatre est un médecin spécialisé dans le diagnostic, le traitement et la prévention des douleurs et des troubles fonctionnels du système musculo-squelettique (colonne vertébrale, os, muscles, tendon articulations) causés par un accident, une maladie, une malformation congénitale ou par une lésion d'origine multiple. 
Enfin, il procède à des examens diagnostiques afin d'évaluer la nature, l'étendue et la gravité des problèmes, pose un diagnostic, définit un plan de traitement (médication orale, infiltration médicamenteuse, port d'une orthèse, physiothérapie, chirurgie, etc.), veille à son application ou, s'il y a lieu, dirige les patients vers d'autres spécialistes et exerce un suivi. Les traitements prescrits visent à soulager ses patients et à leur donner une meilleure mobilité afin d'améliorer leur qualité de vie, leur autonomie et leur fonctionnement social et professionnel.